# Mister Olympia 1973
El Mister Olympia 1973 fue la novena entrega de la competición internacional de culturismo, organizada por la Federación Internacional de Fisicoculturismo. El concurso se realizó en la ciudad de Nueva York, Estados Unidos.
El ganador del certamen fue el culturista austriaco Arnold Schwarzenegger, coronándose por cuarta vez.

## Antecedentes
El Mister Olympia 1973 fue la novena edición. Después de haberse programado en dos ciudades de Europa, el certamen volvería a efectuarse en Brooklyn, Estados Unidos.

## Ganador
El Mister Olympia 1973 volvería a ver por cuarta vez a Arnold Schwarzenegger campeón. El italiano Franco Columbu, considerado en esos momentos unos de los pocos culturistas que podía enfrentar a Arnold perdió, pero después de unos años se consagraría.

### Clasificación final
| Posiciones | Culturista            |
| ---------- | --------------------- |
| 1          | Arnold Schwarzenegger |
| 2          | Franco Columbu        |
| 3          | Serge Nubret          |